# モンチュ

モンチュ。

モンチュ（Montju, Month）は、古代エジプトの神。メンチュ（Menthu）やモンチュウ（Montou）などとも表記される。

## 概要
名前の意味は、「隼」ではないかと言われる。
その姿は、隼の頭に太陽円盤と2枚の羽飾りを着けた姿で描かれる。
「戦いの守護者」とされ、冥界を進むラーの乗る太陽の船を悪霊から戦って守ると考えられた。
元は、地方神だったがテーベがエジプトの首都になると地位が高まったと考えられている。

## 信仰
主にテーベで信仰された。他には、ヘルモンティス、トゥフィウム、マドゥ、アルマント、トードなど。
特にエジプト第11王朝では、熱心に信仰された。第11王朝には、メンチュホテプ（モンチュは満ち足りるの意）を名乗るファラオが複数存在する。